# Казалино (Арецо)
Казалино је насеље у Италији у округу Арецо, региону Тоскана.
Према процени из 2011. у насељу је живело 57 становника. Насеље се налази на надморској висини од 625 м.